# Bacino Orcadiano

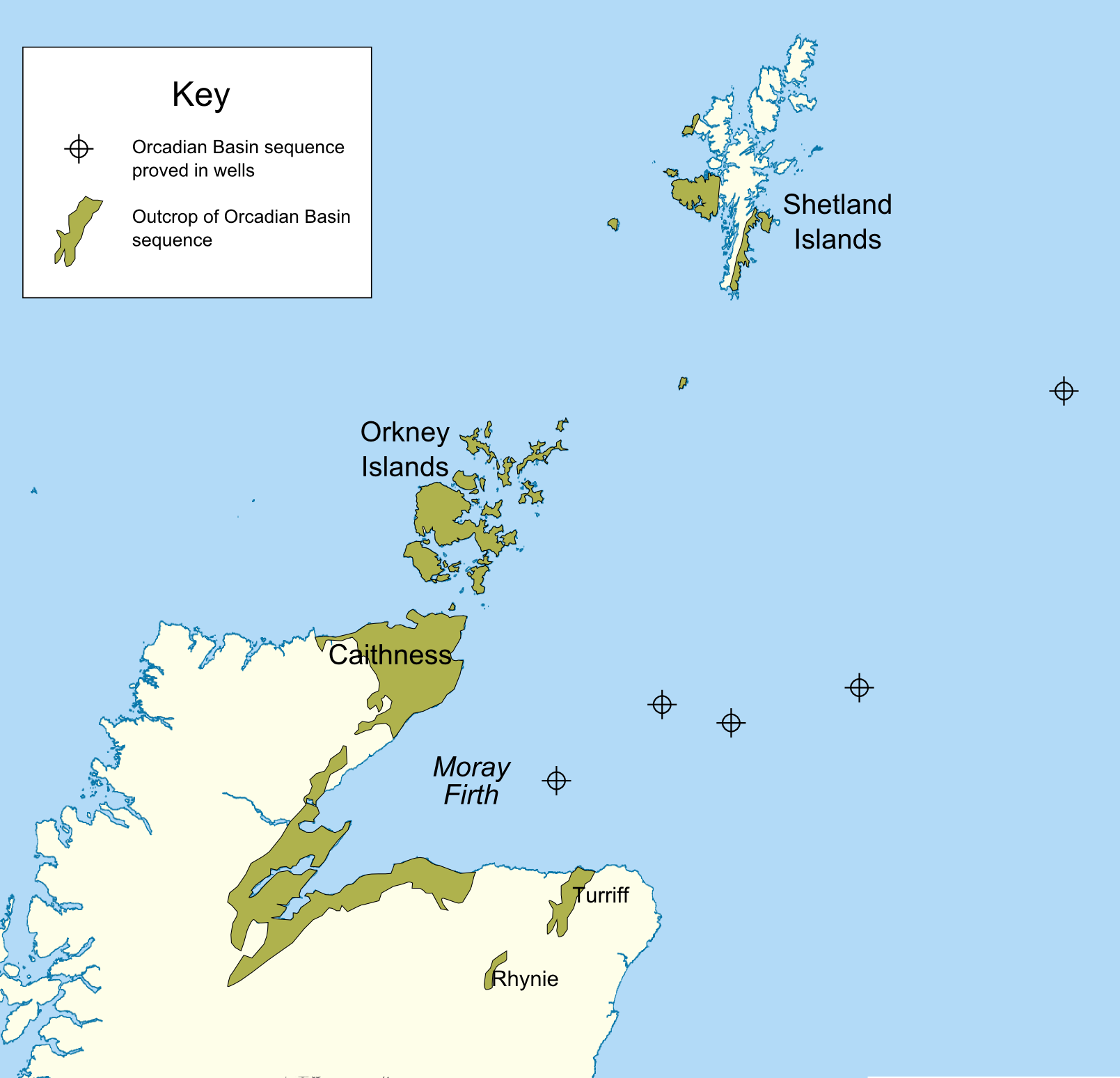
Estensione del Bacino Orcadiano in base agli affioramenti rocciosi e alle evidenze provenienti dalle esplorazioni di pozzi petroliferi sottomarini.

Il Bacino Orcadiano, o Bacino delle Orcadi, è un bacino sedimentario risalente al Devoniano che si è formato come risultato di una tettonica distensiva nel nordest della Scozia, dopo la fine dell'orogenesi caledoniana.
Per parte della sua storia il bacino ha accolto un lago noto come Lake Orcadie. In quell'ambiente lacustre si è depositata una sequenza di rocce sedimentarie fini derivanti dalla deposizione di fanghi carbonatici (peliti), contenenti pesci fossili ben conservati entro un'alternanza di strati che vanno dalle siltiti grossolane fino alle più fini arenarie. Queste lastre di pietra (lose) si scindono facilmente secondo il piano di deposizione e sono usate da millenni come pietra da costruzione.
I depositi del Bacino Orcadiano fanno parte della formazione nota come Old Red Sandstone (ORS). I termini litostratigrafici di ORS inferiore, medio e superiore non coincidono tuttavia con i sedimenti del Devoniano inferiore, medio e superiore, poiché attualmente viene riconosciuto che la base dell'ORS si situa nel Siluriano mentre il limite superiore si trova nel Carbonifero.